# Szmurły
Szmurły – wieś w Polsce położona w województwie podlaskim, w powiecie bielskim, w gminie Brańsk.
W latach 1975–1998 miejscowość administracyjnie należała do województwa białostockiego.
Wieś jest siedzibą rzymskokatolickiej parafii pw. Najświętszej Maryi Panny Królowej Świata.

## Historia
Wieś założono w 1. poł.  XV wieku z inicjatywy  szlachcica herbu Rawicz o przydomku Szmurło. Pod nazwą Smurli była notowana 1474 roku w aktach ziemskich  drohickich. W latach 1475‑80  własność  Jakuba,  Marcina  i  Jana Szmurłów. W 1481 własność Wojciecha, Piotra i Wawrzyńca. 
W 1956 wybudowano drewnianą kaplicę z inicjatywy ks. Michała Badowskiego,  proboszcza  rudzkiego. W latach 1990‑1995 wybudowano  kościół pw. Matki Bożej Królowej Świata wg proj. Zdzisława Kazimierczuka i Michała Popławskiego z Białegostoku (wówczas nastąpiło przeniesienie drewnianej kaplicy z 1956 do miejscowości Granne).